# Patricia Alonso Ramírez
Martha Patricia Alonso Ramírez (Navojoa, Sonora, 22 de abril de 1960) es defensora de derechos humanos, activista y feminista que recibió la Presea al Poderío de las Mujeres Sonorenses en 2021 que otorga el Congreso de Sonora; por su trabajo con las mujeres indígenas a quienes enseña a defender sus derechos humanos, territoriales, culturales y lingüísticos.

## Biografía
Patricia Alonso nació en Navojoa, Sonora, desde los 16 años inició en el activismo en donde formó parte de los primeros movimientos feministas.
Se trasladó a Hermosillo para realizar sus estudios en Trabajo Social en la Universidad de Sonora, en donde participó en los grupos estudiantiles.
Fue regidora del Ayuntamiento de Álamos en el período 1991-1994, integró la LV legislatura del Congreso de Sonora como Diputada Local de representación proporcional postulada por el PRD, en el período 1997-2000. En donde promovió la Comisión para la igualdad de género.  
En su gestión impulsó la iniciativa de Ley para la Prevención y Atención de la Violencia Intrafamiliar, la cual fue aprobada por el Congreso en diciembre de 1999, en donde se integró el Consejo Estatal para la Prevención y Atención de la Violencia Intrafamiliar (CEPAVI).

## Trayectoria
Patricia Alonso fundó Cobanaras Federación en 1992 con el objetivo de apoyar a mujeres indígenas y rurales e impulsar su desarrollo a través de la capacitación y formación.
Prevenir la violencia, y promover los derechos humanos de las mujeres es parte de su lucha, así como la búsqueda de oportunidades para que las mujeres de las comunidades tengan acceso a alfabetización, salud, trabajo y una vida libre de violencia. A través de los años esta asociación que tiene presencia en seis municipios de Sonora, ha logrado que niñas y mujeres de zonas de atención prioritaria tengan una mejor calidad de vida.
Como defensora de derechos humanos Paty Alonso integró la Red por la No Violencia hacia las Mujeres y las Niñas, a lo largo de su vida se ha unido a diversos movimientos para demandar a las autoridades y al estado a resolver casos de violencia hacia la mujer en Sonora y a nivel nacional.
En el año 2009 impulsó la creación de la Casa de la mujer indígena La Paloma Ju Wo Kkow (en idioma Mayo) en San Ignacio Cohuirimpo, Navojoa; teniendo como objetivo la sensibilización y promoción de una vida libre de violencia y con esto generar bienestar respetando la identidad de las comunidades indígenas y rurales de la zona sur de Sonora.
En este espacio de manera activa se da acompañamiento, asesoría y atención a mujeres en situación de violencia, así como la difusión de los derechos sexuales y salud reproductiva.

¨La violencia, expresó, no respeta clases sociales: Se trata de una lucha frontal que tiene el movimiento feminista, dijo, aunque “nosotras nos desesperamos, porque parece que en vez de disminuir, va creciendo como una bola de nieve que no cesa”.

Como activista Paty Alonso ha incidido en temas políticos al ser un referente por sus más de cuatro décadas de trabajo y ha acompañado al movimiento amplio de mujeres para pugnar por que se garanticen los derechos políticos y electorales de las mujeres.

“Creo que la aportación del movimiento de mujeres y de las feministas ha sido muy importante para ese avance que hemos tenido en Sonora; incluso en algunos casos hemos sido la lanza a nivel nacional, como con la Ley de paridad del 50-50; fuimos las primeras, el primer Estado que aprueba una ley de esta naturaleza.

A nivel mundial era nada más París, Francia, y nosotros”. 
Patricia Alonso

Actualmente se desempeña como funcionaria en CONAFOR en donde es titular de la Unidad de Vinculación y Género, desarrollando redes con mujeres líderes de comunidades y ejidos.
Es una convencida de la importancia de las mujeres forestales como pieza clave y fundamental para conservar los recursos naturales y la vida en el territorio.

## Reconocimientos
- Recibió la Presea al poderío de las Mujeres Sonorenses que entregó el Congreso del Estado de Sonora en 2021, por su trabajo en el ámbito social.